# Lymphangion

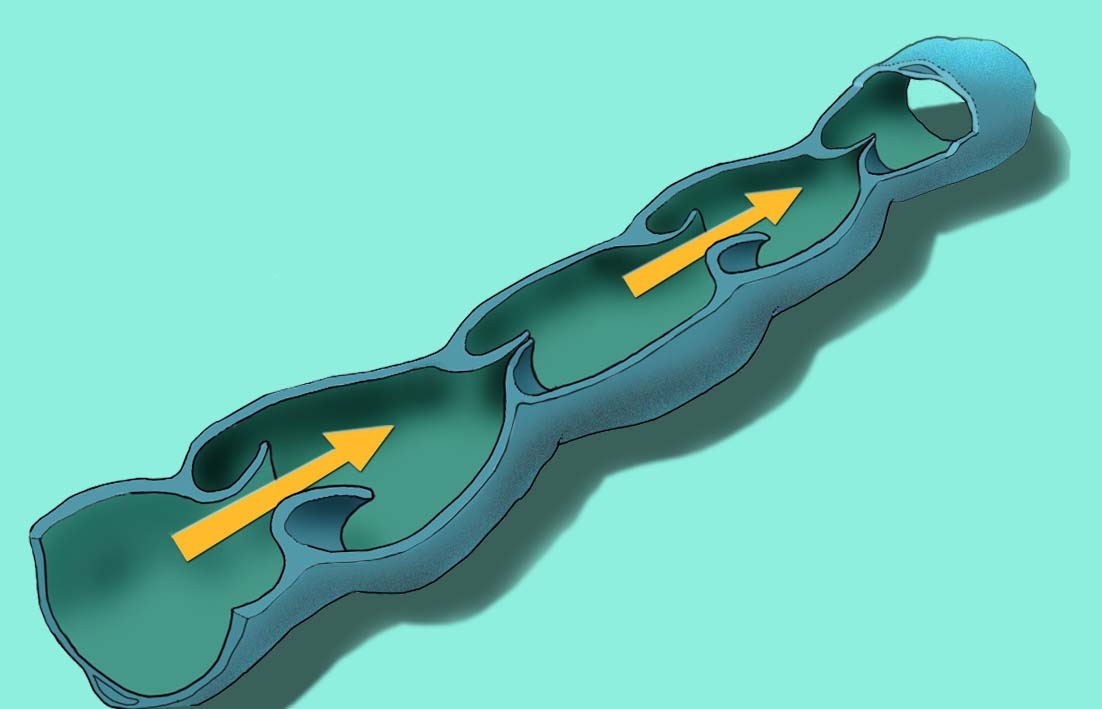
« Train » de lymphangions. La flèche jaune donne le sens de circulation de la lymphe. Comme celles des capillaires sanguins, les parois des lymphangions ne sont pas étanches ; les globules blancs les traversent facilement en se déformant.

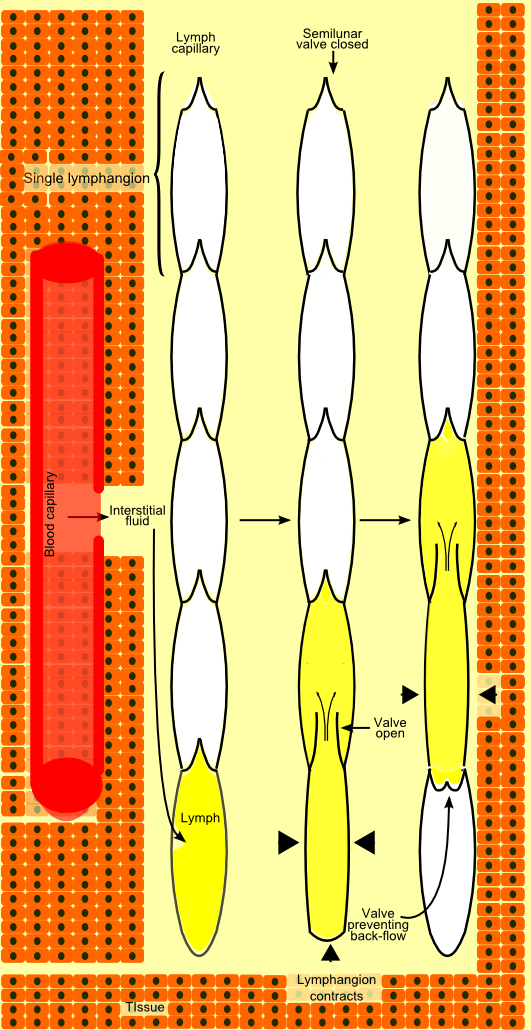
Schéma illustrant le mode de propulsion (centripète, vers l'intérieur du corps) de la lymphe (en jaune) dans un Vaisseau lymphatique. Chaque cellule valvulée est un lymphangion, qui doté d'une fine enveloppe de fibres musculaires spiralées peut se contracter. Des trains rythmiques de contraction propulsent la lymphe vers les ganglions lymphatiques

Les lymphangions sont les unités fonctionnelles valvulées (cellules à parois minces) constituant chaque « train » ou (« chapelet ») d'un vaisseau lymphatique. Ce sont eux qui propulsent la lymphe dans les vaisseaux, toujours dans le même sens (centripète) et de reflux ou de retour ; c'est-à-dire de la périphérie vers le centre du corps, via les vaisseaux et ganglions lymphatiques et le conduit thoracique vers la circulation. Les valvules n'ont pas de capacité autonome de contraction ; elles se ferment passivement quand la cellule se contracte, en ne jouant qu'un rôle anti-reflux. 

## Fonctionnement
Le lymphangion est une structure linéaire qui fonctionne comme une succession de minuscules ventricules cardiaques (avec systole et diastole discernables), sous le contrôle, inné, du système hormonal et du système nerveux central (ortho-sympathique et para-sympathique), en s'adaptant constamment aux besoins de l'organisme. La paroi de chaque cellule du lymphangion est composée de fibrocellules musculaires lisses, organisées en forme de spirale à partir des points d'insertion des valvules.
Une fois pleine de lymphe, la valvule aval se ferme (passivement), et en se contractant, les fibres provoquent l'expulsion du contenu de la cellule vers la cellule suivante ; le train de cellule joue un rôle assez similaire à celui des veines et veinules pour le sang. Il propulse lentement la lymphe par des contractions (au rythme de 5 à 10 fois par minute) ; chaque lymphangion rempli de lymphe peut activement se contracter et envoyer la lymphe dans la cellule suivante, qui à son tour l'envoie vers la cellule suivante, et ainsi de suite jusqu'au ganglion. Près du centre du corps, le diamètre des vaisseaux s'accroît, et le nombre de valvules diminue (allongeant le lymphangion), pour presque disparaître dans les gros « troncs lymphatiques ».
Le système musculaire contribue aussi au fonctionnement du réseau de lymphangions :
- dans les muscles, ils sont comprimés lors des contractions musculaires qui écrasent les lymphangions en les vidant, alors que des valvules empêchent le retour de la lymphe dans le lymphangion d'où elle provient, par exemple lors de la marche ou la course, via notamment la contraction des muscles du mollet, ou d'autres activités musculaires, dont celles accompagnant les rêves la nuit.
- Les lymphangions qui longent les vaisseaux artériels profitent des impulsions cardiaques.
- Dans la cage thoracique, la respiration joue aussi un rôle par les surpressions et dépressions qui accompagnent respectivement l'inhalation et l'expiration.
- Dans l'abdomen, ce sont les contractions péristaltiques intestinales qui contribuent à faire refluer la lymphe.

## Pathologies
Un défaut valvulaire des lymphangions peut causer un œdème lymphatique, dit « lymphoedème ».
S'il s'agit d'un lymphoedème chronique, un traitement (à vie) de physiothérapie décongestive combinée (PDC) est nécessaire, comprenant notamment des soins cutanés (SC), des séances de drainage lymphatique manuel (DLM), le port de bandages multicouches (BMC) avec exercices spécifiques sous bandages (ES), et éventuellement des techniques instrumentales (TI).
Le drainage lymphatique manuel consiste à accompagner par un massage très doux (« en vagues » et « pressions de pattes de chats », au même rythme que celui des lymphangions) ce reflux en le renforçant, et en drainant via le réseau lymphatique d'éventuels liquides excédentaires accumulés dans les tissus. Comme les autres traitements (bandage multicouche en particulier), il doit être précisément adapté au patient pour ne pas surcharger son système lymphatique et ne pas exercer de compression pathogène.

### Vidéographie
- Neil piller, Séquence vidéo présentant la contraction rythmique d'un train de lymphangions avec effet conjoint d'un drainage lymphatique, sur lymphormation.org (Journal of Lymphoedema).
- Autre vidéo, illustrant le massage drainant, sur lymphormation.org (Journal of Lymphoedema).